# Seule face à sa peur
Seule face à sa peur (The Watch) est un téléfilm canadien réalisé par Jim Donovan, diffusé aux États-Unis le 2 mars 2008 sur Lifetime Movie Network.

## Fiche technique
- Titre original : The Watch
- Titre français : Seule face à sa peur
- Réalisation : Jim Donovan
- Scénario : Ben Ripley (en)
- Pays d'origine :  Canada
- Langue originale : anglais
- Durée : 93 minutes

## Distribution
- Clea DuVall (VF : Vanina Pradier) : Cassie
- Elizabeth Whitmere : Andrea
- James A. Woods (en) (VF : Christophe Lemoine) : Rhett
- Victoria Sanchez : Sophie / Polly
- Morgan Kelly (en) (VF : Fabrice Josso) : Chad
- Robert Reynolds : Dr Miller
- Matthew Kabwe : le professeur Bateman
- Steffi Hagel : Cassie jeune
- Anna Marie Frances Lea : la femme effrayante
- Sean Tucker : le policier